# Apple Watch Series 10
Apple Watch Series 10 （アップルウォッチ シリーズテン）は、Appleが開発・販売しているスマートウォッチ。Apple Watchの第11世代目にあたる。2024年9月10日に発表され、同年9月20日に発売された。

## 概要
Apple Watch Series 10は、2024年9月10日に開催されたApple Special Eventで発表された。Apple Watch史上最も薄い筐体で、Series 7、Series 8、Series 9より約10%薄くなっている。また、Apple Watch史上最も大きいディスプレイを搭載し、ケースサイズが先代までの41mm/45mmから42mm/46mmに大型化した。

## 仕様
ディスプレイの改良により、斜めから見たときの明るさがSeries 9と比較して約40%向上した。充電速度が向上し、約30分で80%までバッテリーを充電できるようになった。また、新たなヘルスケア機能として睡眠時無呼吸症候群の検知に対応した。
初代から続いたステンレスケースは、新しい鏡面仕上げのチタニウムモデルに置き換えられた。アルミニウムモデルについては、AppleとしてはiPhone 7以来となるジェットブラックや、ローズゴールドの仕上げが追加された。